# Košarovce
Košarovce – wieś (obec) na Słowacji, położona w kraju preszowskim w powiecie Humenné. Pierwsza wzmianka pisemna o miejscowości pojawiła się w roku 1408.
Miejscowość położona jest nad rzeką Oľka, przy drodze 554, na wschód od zbiornika Veľká Domaša. Na terenie wsi znajduje się kilka dużych stawów rybnych.
Do roku 1996 znajdowała się w powiecie Vranov nad Topľou

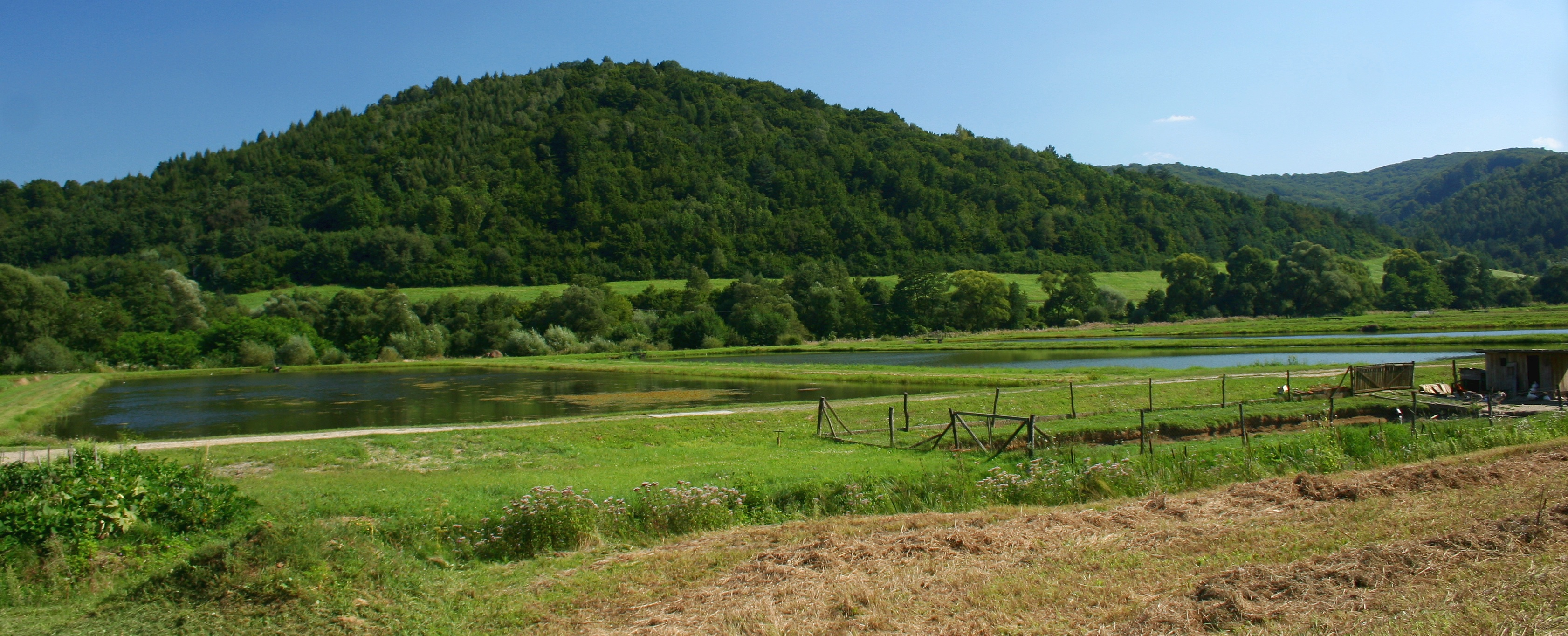
Stawy rybne w Košarovcach